# Protracheoniscus scythicus
Protracheoniscus scythicus is een pissebed uit de familie Trachelipodidae. De wetenschappelijke naam van de soort is voor het eerst geldig gepubliceerd in 1932 door Demianowicz.